# Moriori
El moriori és una llengua polinèsia més relacionada amb el maori de Nova Zelanda i era parlada pels morioris, els indígenes de les illes Chatham de Nova Zelanda (Rēkohu en moriori), un arxipèlag situat a l'est de l'illa del Sud.